# Senato (Ruanda)
Il Senato del Ruanda (in kinyarwanda Sena, in swahili Seneti, in francese Sénat du Rwanda, in inglese Senate of Rwanda) è la camera alta del Parlamento del Ruanda. Essa è affiancata dalla Camera dei Deputati, che svolge il ruolo di camera bassa.

## Composizione e poteri
Il Senato è composto da 26 deputati, di cui 18 eletti indirettamente e 8 nominati dal Presidente, aventi mandato quinquennale. Essi rappresentano il popolo e compongono il potere legislativo del paese, esercitato appunto dall’Assemblea (che è, tra le due, la camera debole).